# Роанок (колонија)
Роанок, познатија као изгубљена колонија, била је једна од Енглеских колонија на простору Северне Америке у 16. веку. Основана је на истоименом острву у Сједињеним Америчким Државама као покушај краљице Елизабете I да успостави енглеску власт на овом простору. Колонију је основао сер Волтер Роли (енгл. Sir Walter Raleigh, 1552—1618).
Покушаја да се на простору Северне Америке организује колонија било је више: прва група од око 400 колониста због масовног страдања напустила је острво и вратила се у Енглеску, а на острву је остало 15 становника. У другој групи досељеника нестало је више од стотину. Сви покушаји да се у Енглеској нађу нови колонисти, били су безуспешни, због прича о мистериозном нестанку првих досељеника, тако да је после три године постојања живот у колонији замро.
Становници колоније нестали су током енглеско-шпанског рата, на мистериозан начин, што је утврђено тек након три године, од последње испоруке материјала из Енглеске. Како и даље нема јасних доказа како се то десило, колонија је добила, данас уврежен назив, „Изгубљена колонија” (енгл. The Lost Colony).
Популарна прича о „Изгубљеним колонији”, данас се уско повезује са суседним индијанским племеном Лумбе, и филмом који је сниљен на ову тему. Историчари претпостављају да је мистериозни нестанак колониста повезан са заробљавањем и асимилацијом преживелих колониста од стране локалних непријатељских племена, или одвожењем заробљеника са острва од стране Шпанаца.

## Позадина
У Сједињеним Америчким Државама 1607. година, прославља се као година оснивања прве колоније на територији Северне Америке, на основу чињенице да су те године прву колонију Џејмстаун основали предузимљиви трговци Вирџинијске компаније, која се бавила увозом дувана. Зато се оснивање Џејмстауна најчешће сматра почетком трајне колонизације Северне Америке. Међутим, Северна Америка је први пут освојена још 1585. године, додуше безуспешним оснивањем колоније Роанок или тзв. „Изгубљене колоније” од стране Енглеза.
Колонизација САД заправо је почела тако што се власник компаније сер Хамфри Гилберт енгл. Sir Humphrey Gilbert, који је први финансирао и организовао оснивање британске колоније у Америци, удавио 1583. године током неуспелог покушаја да колонизује Њуфаундленд и Лабрадор.
Потом је краљице Елизабете I донела 25. марта 1584. краљевску повељу о колонизацији подручја Северне Америке, знајући да ће им то отворити пут ка богатству Новог света, а колонија у њој послужити као поморска база за нападе на флоту шпанских колонија у Јужној Америци. У повељи је поред осталог наводено да је њен носилац обавезан да у року од 10 година оснује колонију у Северној Америци или у противном губи право даље колонизације.
Након смрти полубрата сер Хамфрија Гилберта, сер Волтер Роли, преузео је повељу од стране краљице, и послао даљег рођака сер Ричарда Гренвила да колонизују обалу Северне Америке. Међутим у том покушају он није успео.
Волтер Роли, иако један од покретача колонизације, никада није посетио Северну Америку, већ је у два наврата 1595. и 1617., водио експедицију у сливу реке Ориноко у Јужној Америци у потрази за легендарним градом Елдорадо.

## Успостављање колоније
Дана 27. април 1584. истраживачи Артур Барлов и Филип Амадас у име сер Волтера Ролија, стигли су у подручју Outer Banks у данашњој Северној Каролини и пристали на оство Роанок, у насељу Роанок индијанаца. Задивљени пејзажом и могућностима које су им биле на располагању, почели су да уче енглески два Индијанца како би их повели у Енглеску и величајући своју победу, укажу на могућности и предности насељавања овог острва. Краљица Елизабета I била је толико задовољна извештајем два пионира и дозволила је Волтеру Ролију, да успостави колонију у Новом свету.

## Прва експедиција (1584—1586)
Роли је 1584. организовао и послао прву експедицију на Роанок. У њој је било 91 мушкараца, 17 жена (од тога две труднице) и деветоро деце. Гренвил и његови људи су јула 1585, дошли до обала Северне Каролине и на северном делу острва Роанок основали прво насеље у колонији.
Живот колонисти био је јако тежак. Због затегнутих односи између енглеских колониста и америчких урођеника (индијанских племена), који нису благонаклоно гледали на придошлице, они су живели у сталном страху од напада. То је утицало и на отежавано снабдевање намирницама и других потребштина неопходним за свакодневни живот.
Гренвил је зато био принуђен да 1586. године заплови назад за Енглеску ради допремања нових залиха и нових становника и врати се у току исте године. Међутим због рата Енглеске са Шпанијом, није могао да се врати у Роанок наредне три године.
Време је пролазило, а колонистима је било све теже да трпе сталне нападе Индијанаца, тако да су на крају одлучили да напусте колонију пре Гренвиловог повратка. Забринути оваквим стањем, бродовима којима је командовао сер Франсис Дрејк (по повратку у Енглеску са Карипских острва) део становника се вратио се у домовину.
Када се Гренвил коначно вратио затекао је потпуно напуштену колонију. Одлучио је да за собом остави један одред ради одржања енглеског присуства у Северној Америци. Одред је поново населио колонију, а Гренвил се вратио назад у Енглеску. Колонисти су морали некако да се одрже до повратка Гренвила и приспећа нових бродова из Енглеске.
Сер Волтер Рајли је 1587. из Енглеске послао око 150 колониста, са задатком да успоставе контакт са старим Гренвиловим колонистима, и оснују нову колонију у заливу Чесапик. Џон Вајт који је предводио ову групу колониста без успеха је покушао да некако поправи односе са суседним индијанским племенима Те 1587. године једна жена је родила ћерку, која се сматра првим дететом енглеских родитеља рођено у Америци. Била је то унука Џона Вајта.
Како су сукоби са индијанцима били све учесталији, колонисти су затражили од Џона Вајта да се врати у Енглеску и доведе појачање. Остављајући за собом 117 колониста, укључујући тек рођену унуку, своју жену и ћерку, Вајт је запловио назад за Енглеску. У том тренутку није могао да претпостави да ће то бити последњи пут је неко видео или било шта чуо о остављеним колонистима.

## Друга експедиција (1587—1590)
У време колонизације острва Роанок у Европи се све више распламсавао сукоб између Енглеске и Шпаније. Сви енглески бродови добили су задатак да се што хитније врате у Енглеску због предстојећег сукоба са Шпанском армадом. У оваквој ситуацији више месеци Џон Вајт није могао да пронађе довољно велике и стабилне бродове на којима би могло да се плови у Америку.
То је успео тек 1590. године у оквиру једне приватне експедиције. Међутим, када се вратио затекао је потпуно пусту колонију. Нигде није било трагова о њиховом могућем нестанку, насиљу (јер нису пронађен гробови у близини) или пљачки. Сва утврђења и куће за становање биле су размонтиране, а не срушене, што је указивало на то да колонисти нису били у журби у тренутку кад су одлучили да напусте колонију. Изгледало је као да су је из неког разлога потпуно мирно без знакова сукоба напустили.
Тек после извесног времена Џон Вајт и његови људи успели су да пронађу неки траг. То је био запис урезан на једном дрвеном стубу утврђења; CROATOAN (КРОАТОАН), и једна на дрвету CRO. Краоатоан је је било име једног од суседних острва, али и једног индијанског племена са којим су колонисти долазили у контакт. Пошто је пре повратка за Енглеску 1587. године, Џон Вајт наложио колонистима да у случају да им се нешто деси, или уколико их неко насилно протера из колоније, за собом оставе урезан знак Малтешког крста на оближњем дрвету. Пошто крста није било, Вајт је претпоставио да су колонисти из неког разлога одлучили да се преселе на суседно острво Кроатоан.
Како није успео да спроведе истрагу следећег дана, Вајт се вратио назад за Енглеску, а да није био у стању да спроведе истрагу о судбини колониста.

## Претпоставке о мистериозном нестанаку колониста
О томе шта се заиста десило са колонистима постоји више претпоставки.
Асимилација од стране локалног становништва
По првој и најчешћој претпоставци, колонисти су се измешали са Индијанцима, прихватајући њихов начн живота и обичаје. На ову претпоставку први су указали досељеници коју су у 17. веку дошли у Америку и тамо наводно открили Индијанце, који су познавали енглеске методе градње и као заробљенике, држали људе европског порекла. Према причи досељеника који су основали Џејмстаун 1607. године они су у индијанским селима виде куће на спрат, изграђене од камена, које су подсећале на оне у енглеском стилу градње.
У 18. веку, путописци су забележили причу Индијанаца из племена Кроатоан који су тврдили да воде порекло од белих људи. Они су се разликовали од осталих Индијанаца и по специфичној боји очију која је могла да указује на мешање са људима европског порекла. Такође племе је било јако гостољубиво и пријатељски наклоњено према Европљанима. Сличност са Европљанима касније је утврђена и код још неких оближњих племена, која су користила многе речи веома сличне енглеским.
У најновије време, историјичари и археолози уз придршкуи генетичка током 2005. године утврдили да су се на основу ДНК анализа потомци колониста асимиловани од стране локалних индијанских племена. Наиме анализе су показале да поједини становници ових области у Северној Каролини имају генетских веза са потомцима првих колониста са острва Роанок, који данас живе у Енглеској.
Уништење у сукобу са Индијанцима
Многи историчари сматрају да су колонисти напустили колонију у потрази за храном и у тој потрази потпуно уништени у сукобима са Индијанцима.
| „ | Кад је капетан Џон Смит основао колонију Џејмстаун у Вирџинији, ступио је у контакт са великим индијанским поглавицом, Повхатаном, оцем чувене индијанске принцезе Покахонтас, и предводником великог савеза индијанских племена. Повхатан је тврдио да је побио све становнике острва Роанук, због тога што нису хтели да се придруже његовом савезу и признају његову власт. Ова његова тврдња није никад потврђена. | ” |

Напуштање колоније у покушају повратка у Енглеску
По овој претпоставци колонисти, који су располагали једним већим и неколико мањих бродова, напусти су колонију, и покушали да се врате у Енглеску и на том путу преко океана страдали.
Уништење колоније од стране Шпанаца
По овој претпоставци, колонију су уништили Шпанци, у Енглеско-Шпанском рату
Канибализам
По реалтивно непоузданој и немогућој претпоставци сматра становницу су прибегли канибализму због велике глади и међусобно се уништили. Ипак, ове претпоставке углавном делују мало вероватно, јер би на острву биле пронађене њихове кости.
Пресељење колоније ка унутрашњости америчког копна
На основу занимљиви трагови на мапама које је уцртао Џон Вајт током своје посете острву Роанок, испод малих закрпа постављених на месту на којем је карта исправљана примећен је мали симбол утврђења. На основу овог открића неки историчари су изнели претпоставку да слика представља ново село које су колонисти изградили након свог одласка са острва, за које је наводно Џон Вајт знао. Уколико је овај податак са карте тачан, то би значило да су се колонисти селили у правцу запада, ка области у којој је касније изграђен Џејмстаун. Археолошка ископавања у областима уцртаним на мапи још увек нису обављена, тако да теорија о пресељењу колониста још увек није потврђена.

## Значај
Упркос дуготрајној мистерији, чини се да постоји једна ствар за коју треба бити захвалан овој мистериозној колонији, јер су лекције научене у Роанок колонији  можда помогле следећој групи енглеских досељеника, који су на оовом простору основали сопствену колонију 17 година касније, на краткој удаљености, северно, у Џејмстауну.
Добитник Пулицерове награде Пол Грин написао је Изгубљену колонију 1937. у знак сећања на 350. годишњицу рођења Вирџиније Даре. Рад представља претпоставку о судбини колоније Роанок. Извођен је континуирано, са изузетком ратног периода током Другог светског рата на острву Роанок. Глумци током времена били су Ендија Грифита (који је играо сер Волтера Релија), Вилијам Ајви Лонг, Крис Елиот, Теренс Ман, Дан Бакедахл .
Књига за децу Џајлса Милтона из 2013. Деца дивљине написна је као измишљена колонија Роанок из перспективе четворо деце насељеника.
Дана 14. септембра 2016. премијерно је приказана шеста сезона Америчке хорор приче, заснована на бившој колонији Роанок, у којој пар купује кућу у близини рушевина колоније, али их све време прогањају духови тог места.